# Аана
Аана (самоан. A'ana) — административный округ Самоа. Расположен в западной части острова Уполу, имеется небольшой эксклав (деревня Сатуималуфилуфи), окружённый округом Аига-и-ле-Таи. Площадь округа — 193 км², население 21 769 человек (2011). Административный центр — деревня Леулумоега.
Верховный титул Ааны называется Туи Аана. Титул присуждается вождями Фалеоно (Дом шести) в Леулумоеге. Традиционный парламент Ааны — Фале Аана, который заседает в Нофоалии или Леулумоеге.
Исторически, до тонганского вторжения, округ Аана был одним из доминирующих в Самоа.
Во время тонганской оккупации Аана и Атуа потеряли своё влияние. Однако после изгнания тонганцев влияние было восстановлено.  Окончательно позиции Аана были утрачены в XIX веке.

## Известные уроженцы
- Афоа Моега Луту, политик Американского Самоа, бывший генеральный прокурор, адвокат.